# Stanislav Stepashkin
Stanislav Stepashkin (en russe : Станислав Иванович Степашкин, transcription française : Stanislav Ivanovitch Stepachkine) est un boxeur soviétique né le 1er septembre 1940 à Moscou, et mort le 4 septembre 2013.

## Carrière
Champion olympique aux Jeux de Tokyo en 1964 dans la catégorie poids plumes après sa victoire en finale contre le Philippin Anthony Villanueva, il remporte également au cours de sa carrière amateur 2 titres européens à Moscou en 1963 et Berlin en 1965.

## Parcours auxJeux olympiques
Jeux olympiques d'été de 1964 à Tokyo (poids plumes) :
- Bat Jose Nieves (Porto Rico) par arrêt de l'arbitre au 3e round
- Bat Hsu Hung Chen (Taïwan) par arrêt de l'arbitre au 2e round
- Bat Constantin Crudu (Roumanie) par KO au 3e round
- Bat Heinz Schulz (Allemagne) par KO au 2e round
- Bat Anthony Villanueva (Philippines) 3-2